# صخره مرگبار
صخره مرگبار (به انگلیسی: Slaughterhouse Rock) (همچنین به عنوان جزیره جهنمی در بریتانیا شناخته می‌شد) یک فیلم ترسناک فراطبیعی آمریکایی محصول سال ۱۹۸۸ به کارگردانی دیمیتری لوگوتتیس با بازی نیکلاس سلوزی، تام ریلی، دونا دنتون، هوپ ماری کارلتون، تامارا هایلر، استیون برایان اسمیت، تای میلر و تونی باسیل است.

## خلاصه داستان
یک دانشجوی کالج که با دوستانش به جزیره آلکاتراز سفر می‌کند، پس از دیدن کابوس‌های مکرر که در آنجا یک گروه راک که کشته شده‌اند.

## ساخت
فیلمبرداری در لس آنجلس، کالیفرنیا، از ۲۳ مارس ۱۹۸۷ آغاز شد.